# 스테니 호이어
스테니 해밀턴 호이어(Steny Hamilton Hoyer, 1939년 6월 14일 ~ )는 미국의 정치인이다.

## 학력
- 메릴랜드 대학교 정치학 인문사회 학사
- 조지타운 대학교 법학 법무박사

## 경력
- 1967.01 ~ 1975.01 메릴랜드 제4C선거구 상원의원
- 1975.01 ~ 1978.01 메릴랜드 제26선거구 상원의원
- 1975.01 ~ 1978.01 제82대 메릴랜드 상원의장
- 1981.05 ~ 제97~대 미국 메릴랜드 제5선거구 연방하원의원
- 1987.01 ~ 1989.01 유럽안보협력위원회 위원장
- 1989.01 ~ 1989.06 민주당 연방하원 전국선거위원회 부위원장
- 1989.06 ~ 1995.01 민주당 연방하원 전국선거위원회 위원장
- 1991.01 ~ 1993.01 유럽안보협력위원회 위원장
- 1999.01 ~ 2003.01 미국 하원 운영위원회 간사
- 2003.01 ~ 2023.01 미국 하원 민주당 원내총무

## 역대 선거 결과
| 선거명        | 직책명                        | 대수  | 정당   | 득표율  | 득표수    | 결과 | 당락                     |
| ------------- | ----------------------------- | ----- | ------ | ------- | --------- | ---- | ------------------------ |
| 1966년 선거   | 상원의원 (메릴랜드 제4C부)    | -대   | 민주당 | 37.36%  | 18,960표  | 2위  | 메릴랜드 주의원 당선     |
| 1970년 선거   | 상원의원 (메릴랜드 제4C부)    | -대   | 민주당 | 31.93%  | 23,908표  | 2위  | 메릴랜드 주의원 당선     |
| 1974년 선거   | 상원의원 (메릴랜드 제26부)    | -대   | 민주당 | 100.00% | 8,096표   | 1위  | 메릴랜드 주의원 당선     |
| 1981년 재선거 | 하원의원 (메릴랜드 제5선거구) | 97대  | 민주당 | 55.12%  | 42,573표  | 1위  | 메릴랜드주 하원의원 당선 |
| 1982년 선거   | 하원의원 (메릴랜드 제5선거구) | 98대  | 민주당 | 79.58%  | 83,937표  | 1위  | 메릴랜드주 하원의원 당선 |
| 1984년 선거   | 하원의원 (메릴랜드 제5선거구) | 99대  | 민주당 | 72.18%  | 116,310표 | 1위  | 메릴랜드주 하원의원 당선 |
| 1984년 선거   | 하원의원 (메릴랜드 제5선거구) | 100대 | 민주당 | 81.93%  | 82,098표  | 1위  | 메릴랜드주 하원의원 당선 |
| 1988년 선거   | 하원의원 (메릴랜드 제5선거구) | 101대 | 민주당 | 78.63%  | 128,437표 | 1위  | 메릴랜드주 하원의원 당선 |
| 1990년 선거   | 하원의원 (메릴랜드 제5선거구) | 102대 | 민주당 | 80.67%  | 84,747표  | 1위  | 메릴랜드주 하원의원 당선 |
| 1992년 선거   | 하원의원 (메릴랜드 제5선거구) | 103대 | 민주당 | 52.98%  | 118,312표 | 1위  | 메릴랜드주 하원의원 당선 |
| 1994년 선거   | 하원의원 (메릴랜드 제5선거구) | 104대 | 민주당 | 58.81%  | 98,821표  | 1위  | 메릴랜드주 하원의원 당선 |
| 1996년 선거   | 하원의원 (메릴랜드 제5선거구) | 105대 | 민주당 | 56.92%  | 121,288표 | 1위  | 메릴랜드주 하원의원 당선 |
| 1998년 선거   | 하원의원 (메릴랜드 제5선거구) | 106대 | 민주당 | 65.37%  | 126,792표 | 1위  | 메릴랜드주 하원의원 당선 |
| 2000년 선거   | 하원의원 (메릴랜드 제5선거구) | 107대 | 민주당 | 65.09%  | 166,231표 | 1위  | 메릴랜드주 하원의원 당선 |
| 2002년 선거   | 하원의원 (메릴랜드 제5선거구) | 108대 | 민주당 | 69.27%  | 137,903표 | 1위  | 메릴랜드주 하원의원 당선 |
| 2004년 선거   | 하원의원 (메릴랜드 제5선거구) | 109대 | 민주당 | 68.67%  | 204,867표 | 1위  | 메릴랜드주 하원의원 당선 |
| 2006년 선거   | 하원의원 (메릴랜드 제5선거구) | 110대 | 민주당 | 82.68%  | 168,114표 | 1위  | 메릴랜드주 하원의원 당선 |
| 2008년 선거   | 하원의원 (메릴랜드 제5선거구) | 111대 | 민주당 | 73.64%  | 253,441표 | 1위  | 메릴랜드주 하원의원 당선 |
| 20100년 선거  | 하원의원 (메릴랜드 제5선거구) | 112대 | 민주당 | 64.26%  | 155,110표 | 1위  | 메릴랜드주 하원의원 당선 |
| 2012년 선거   | 하원의원 (메릴랜드 제5선거구) | 113대 | 민주당 | 69.40%  | 238,618표 | 1위  | 메릴랜드주 하원의원 당선 |
| 2014년 선거   | 하원의원 (메릴랜드 제5선거구) | 114대 | 민주당 | 63.88%  | 140,979표 | 1위  | 메릴랜드주 하원의원 당선 |
| 2016년 선거   | 하원의원 (메릴랜드 제5선거구) | 115대 | 민주당 | 67.38%  | 242,989표 | 1위  | 메릴랜드주 하원의원 당선 |
| 2018년 선거   | 하원의원 (메릴랜드 제5선거구) | 116대 | 민주당 | 70.28%  | 213,796표 | 1위  | 메릴랜드주 하원의원 당선 |
| 2020년 선거   | 하원의원 (메릴랜드 제5선거구) | 117대 | 민주당 | 68.75%  | 274,210표 | 1위  | 메릴랜드주 하원의원 당선 |
| 2022년 선거   | 하원의원 (메릴랜드 제5선거구) | 118대 | 민주당 | 65.90%  | 182,478표 | 1위  | 메릴랜드주 하원의원 당선 |
| 2024년 선거   | 하원의원 (메릴랜드 제5선거구) | 119대 | 민주당 | 67.75%  | 283,619표 | 1위  | 메릴랜드주 하원의원 당선 |